# ドラゴンコレクション
『ドラゴンコレクション』（DRAGON COLLECTION）は、コナミデジタルエンタテインメントが開発と運営を行いGREEプラットフォームにて配信されるソーシャルゲーム。通称『ドラコレ』。2010年9月14日サービス開始。基本プレイ無料（アイテム課金制）。登録者数は2012年2月15日時点で750万人を超えている。
世界観の繋がりはないが、ゲームシステムを流用した「コレクション」をタイトルに付した関連作品（コレクションシリーズ）も多数発表されている。
2024年8月29日をもってスマートフォンアプリ版のサービスを終了した。ブラウザ版については引き続きサービスが行われる。

## 概要
プレイヤーはドラゴニア王国に集う冒険者となり、モンスターカードを収集・強化しながら、クエストや秘宝バトルを挑んで行く。より強い、あるいは珍しいモンスターカードを収集し、デッキを作り、そしてバトルを挑んで行くことになる。究極の冒険者「ドラゴンマスター」を目指すという目的が提示されるが、ドラゴンのカードを揃えなくてもゲーム進行に支障はなく、自分の好きなカードを育てることができる。
ゲーム進行は一本道のストーリーを順にこなして行く「クエスト」が基本で、随時期間限定のイベントが行われる。イベントでは、特殊なクエストに挑戦する形となる。イベントは、非常に強力な敵と戦ったり、あるいは対人戦となるため、最初から手に入るモンスターカードだけでは限界が出てくる。そのため、ガチャなどによるより強いモンスターカードの入手や、合成による強化が必要になる。
単純だが完成されたゲームシステムは、多くの模倣作を生んでいる。また、現在は廃止されたが、コンプリートガチャの草分けでもあった。
通常のブラウザアプリ版に音は実装されていないが、App Store版、Google Play版ネイティブアプリではBGMとナビの声が実装され、オープニングムービーも追加されている。
同社のラブプラスとのコラボレーションでヒロイン3人がカードモンスター(withジェリー)として登場している。通常の"withジェリー"は自身の属性(ネネ:炎属性、マナカ:水属性、リンコ:森属性)と"光属性"のモンスターの防御力が「少し上昇」だが、"withジェリー+"が付くとその前記属性+光属性のモンスターの防御力が「"半端なく"上昇」する。

## あらすじ
「ドラゴンアース」と呼ばれる世界。かつてドラゴンアースには、神と竜が存在していた。そして世界に散らばる秘宝を集めると、ドラゴンの力が蘇るという伝承が今に伝わっている。
あなた（プレイヤー）もまた、竜伝説の残るドラゴニア王国の冒険者となり、秘宝を集め、ドラゴンマスターを目指すことになる。
しかし、ドラゴンの力を狙うのは冒険者だけではなかった。「原初の神（暗黒神）」を奉じる、「闇の勢力」と呼ばれる者たちもまた、ドラゴンの力を狙って暗躍していた。

## ゲーム内容
属性
プレイヤーは、ゲーム開始時に炎・森・水の3種類の属性からひとつを選択する。途中で変えることはできない。3属性は炎は森に強く、森は水に強く、水は炎に強い三すくみになっている。これ以外に光、闇属性もあり、合わせて5属性が存在する。光は全属性に強いが、闇を除く全属性の技が効く特殊な立ち位置になっている。闇は炎・森・水に強く、弱点は光のみなので、光より上位の位置付けになっている。
冒険者
プレイヤーの依り代になる主人公。名前は、GREE会員は登録した名義がそのまま表示される。ただし、作中のNPCからは単に「冒険者」と呼ばれることがほとんどである。GREE会員とそれ以外の冒険者でも、冒険の舞台は共通している。ただし、相互の交流は一部制限が掛かる。また、GREEのアバターは、GREE自体を退会した元冒険者はもちろん、GREE非会員の冒険者も表示されない。
冒険者は基本的に台詞がなく、イベントなどでは極力台詞を描写しないようにしている。
冒険者自身のパラメータとして、以下が設定されている。
レベル
強さそのものではなく、どれだけドラゴンコレクションを遊んだかの目安。レベルが上がるごとに、体力、攻撃魔力、防御魔力に振り分ける能力ポイント3を得ることができる。他のプレイヤーとのバトルも、マッチングは近いレベルのプレイヤーが優先されるようになっている（後述の闘技場を除く）。レベル50までは「初心者」と見なされ、専用のページが表示される。またレベル70以上は「スーパー冒険者」と見なされ、後述の「闘技場」に参加可能になる。
経験値
クエストを進めたり、ボスを倒すなどすることで得られる。レベルごとに決められた経験値を獲得することで、レベルが上がる。
体力
クエストなどを進めるごとに消費する。最大値は開始時点で1500だが、パートナー機能により1650まで上げられる。回復アイテムを使用しない場合、基本3分で1回復する。
攻撃魔力
主にバトルでカードを使役すると消費する。消費量は、カードに設定されたコストの総和と同数。コストの総和が、攻撃魔力より多くなる組合せでのバトルはできない。また、最大攻撃魔力より高いモンスターをリーダー（下記参照）に設定することはできない。設定されているデッキよりも魔力が不足されている場合、不足な分だけデッキが弱体化する。ゲーム中では大半の場面で「攻魔」と略されており、回復アイテムを使用しない場合、基本1分で1回復する。
防御魔力
主にバトルを仕掛けられたやクエストのボスバトルで「手当て」を使用した時に消費する。消費量は、一律最大値の1割。コストの総和が、防御魔力より多くなる組合せでのバトルはできない。また、設定されているデッキよりも魔力が不足されている場合、不足な分だけデッキが弱体化する。ゲーム中では大半の場面で「防魔」と略されており回復アイテムを使用しない場合、基本1分で1回復する。
能力ポイント
体力、攻撃魔力、防御魔力に振り分けられる。ポイントを得るには仲間を増やす（+5）。レベルを上げる、秘宝をコンプリートする（+3）。クエストをクリアする（+1）といった方法がある。レベルを上げるより、仲間を増やした方が有利に設定されている。一度振り分けた後も振り直しは可能だが、レアメダルを50枚支払う必要があり、振り直しできる回数が月5回に制限されている。
モンスター
現在所有しているモンスターカードの数。プレゼント欄は含まない。ゲーム開始時は上限50枚で、専用のカバンをとあるイベントで手に入れることで、上限を増やすことができる。人間であっても「モンスター」と呼ばれる。
装備
冒険者自身の装備品。「武器」「防具」「アクセサリ（頭および腕）」を装備することで、バトルでモンスターを援護することができる。ゲーム開始時は表示されず、初心者パネルミッションのクリア後に出現する「ボーナス」をクリアするか、レベル70以上で闘技場に参加できるようになると、装備品や回復アイテムが出てくるガチャ「ソウビダス」を引けるようになり、装備もできるようになる。以前は遺跡などを「探索」することで装備品を獲得することができたが、2013年8月24日限りで終了した。探索はモンスターに委任し、帰ってくるまでの間そのモンスターカードは使えなくなっていた。
仲間
協力関係にある他のプレイヤー。レベルを上げると上限を増やすことができる。詳細は下記。

モンスターカード
プレイヤーが戦闘に使役するカード。敵に使役されたり、カード自体が敵として立ちはだかることもある。2020年1月現在8700種類以上ある。バトルや合成で成長値が上がり、100%でレベルが1上がる。また、一部のカードは自分用となり「トレード」「プレゼント」「売却」「レアメダルに交換」「お店に出品」（下記参照）することができない。
名前
モンスターの名前。
レベル
合成やボス戦勝利などで得られる経験値により上昇し、レベルアップ毎にパラメータが成長する。モンスターによって上限は違い、レア度が高いほど高レベルに成長させられる傾向にある。中には全く上げられないモンスターや、レベルアップしても全く成長しないモンスターもいる。
属性
炎・森・水・光・闇の5種類の属性があり、光と闇以外はプレイヤーと同じ属性で補正が入る。また、光と闇はプレイヤーの属性にかかわらず補正される。
レア度
稀少度。モンスター名の右側に表示されている。ノーマル（N）、ノーマル+（N+）、レア（R)、レア+（R+)、スーパーレア（SR)、スーパーレア+(SR+）、ヘビーレア（HR）、ヘビーレア+（HR+）、レジェンド（LかLE）、レジェンド+（L+、LE+）、Sレジェンド（SL）、Sレジェンド+（SL+）、Eレジェンド（EL）、アルティメット（U）、アルティメット+(U+)、Sアルティメット(SU)、Sアルティメット(SU+)、ジェネシス（G）、ジェネシス+（G+）、Sジェネシス（SG）、Sジェネシス+（SG+）、ヴァンキッシュ（V）、ヴァンキッシュ+（V+）　とあり、後になるほど稀少で、入手しづらい代わりに能力も高くなる。ただし、実際の稀少度・能力と、カードに設定されたレア度は一致しないこともある。なお、最初のゲーム開始時に、自属性のSRをガチャから入手できる。
系統
種類。モンスター名の左側に系統を示すマークが表示されている。看板となる「ドラゴン（竜）」を始め、「レディ（女子）」「メンズ（男子）」「ビースト（野獣）」「メタル（鋼）」「その他」の6種が存在する。また、「ドラゴン&レディ」「ビースト&メタル」など2種類の系統を併せ持つ「W系統」タイプ（この場合、系統のマークの表示は2つになる）も存在する。
特技
戦闘開始時にランダムで攻撃側から防御側の順番で交互に繰り出す。特技名の横に「+」がついているのとついていない特技があり、+がついている特技は、バトルに参加しているモンスターでないと発動しないが発動率は高め。+がついていない特技はバトルに参加していない（カバンの中にいる）場合でも発動する可能性があるが、発動率は+の特技と比べ低くなっている。発動すると、味方の能力を引き上げたり、敵の能力を引き下げるなどの補正（「少し」「結構」「カナリ」「超」「半端なく」「とんでもなく」「凄まじく」「猛烈に」の順で補正値が大きくなる）が掛かったり、特技の発動を封じるなど敵側が不利な状況になる効果を与える。属性・系統ごとに発動条件が決まっているものが多い。1回の戦闘で発動するのは初期は5種類まで（装備品やアクセサリの効果により最大9種類まで発動できる）。特技にもレベルがあり、レベルが上昇すると特技の補正値と発動率が上がる。しかし、一部の特技を除いて一度のバトルで同じ特技は1回までで2回以上発動しない（同じ特技を持つモンスターがいる場合、特技のレベルが高いモンスターのみが発動の可能性がある）。通常の上限は20（一部10）。2013年3月27日追加された「ハイ・特技スイーツ」を使うことで、上限20のものを最大35までレベルを上げられる。また、2019年2月21日に追加された「ジェネラル・特技スイーツ」を使うことにより、レベル35から最大40まで特技レベルを上げられる。
2017年9月14日より「特技真化」が、9月22日より「真化連携」が追加された。「特技真化」はSアルティメット+のみが持つ特技で、「真・○○」と表記される（○○には従来の特技名が入る）。単体でも従来の同名特技より強力であるほか、特定の特技と連携すると、連携した特技を再度発動できるようになるため、1戦闘で11以上の特技が発動される場合もある。「真化連携」は、「真・○○」が先に発動する必要があり、連携先の通常特技が先に発動すると、連携は起こらない。
2018年9月14日より「天界能力」が追加された。従来のバトルの直前に新しく追加され、特技枠とは別枠で発動する。設定も、専用の「特技デッキ」で行う。1戦闘で最大3種類まで発動し、天界能力持ちのモンスターは、事前に最大9種類まで設定可能。この際、リストの上から順に発動判定が行われる。天界能力のレベル上限は10で、レベルを上げるには専用の「天界スイーツ」が必要。
魔力
バトルや、バトル系イベントでそのカードを戦闘に繰り出すために必要な魔力。「スイーツ」と名のつくモンスターやレア度がヘビーレアのモンスターが高い傾向がある。クエストでのボス戦などでは消費しない。
流通量
カードの出回っている枚数を大まかに確認でき、実質的な稀少度を知ることができる。表示は「半端なく流通」「超流通」「カナリ流通」「結構流通」「少し流通」「（実数表示）」の6種類で、あとになるほど稀少度が高いことを意味する。基本的には大まかな表示しかされず、実際の枚数が表示されるカードは、それだけ稀少品であることを意味する。
リーダー
モンスターのリーダーで、クエストのボス戦では必ずリーダーが戦う。リーダーは他のプレイヤーに公開され、仲間はクエストのボス戦・対人バトルで任意に借りることができる。

ガチャ（モンスダス）
毎日基本は無料ガチャとランチタイムガチャ（11：30～13：30）の2回のみ無料。また、通常は友情PTを200消費することでガチャが出来る（友情PTを100消費でガチャれるキャンペーンも定期的に行われている）。有料ガチャの場合は7コイン（7コインUPガチャの最初の時）から3000コインで新ガチャ登場毎に初回ガチャまたは特別なお知らせの時のみ割引価格となっている。
ガチャ券
2013年2月5日までは「モンスダスXチケット」。一部イベントなどで配布されるガチャ専用チケット。チケットにはさまざまな種類がある（レディ（女子）モンスター専用など）。
クエスト
体力を使いクエストを進めてゆき、経験値やジェニーも得られる。途中で出現する宝箱でカードや秘宝を入手できる。
1エリアにつき全4～6ステージあり、エリアの最後にはボスが出現する。ボス撃破時には経験値・回復薬・落し穴・ジェニーが貰え、さらに出撃したレベルが最大ではないモンスターも少し成長する。
イベント
期間限定で限定クエストなどのイベントも開催される。特定イベントで有利になるカード（特攻カード）も随時用意される。
仲間
協力関係になった他のプレイヤー。互いにバトルを仕掛けることができなくなり（練習試合として「ガッツ組手」をすることはできる）、ボス戦で援軍に呼べるようになる。また、バトルで敗北した場合、「助太刀バトル」として仲間に報復してくれるよう依頼が可能になる。さらに、1人増えるごとに能力ポイントが5増え、互いにガッツ（挨拶）を入れた時の友情PTにボーナスが付く。イベントでも、仲間に救援を依頼したり、逆に援助することができるようになっている。「プレゼント」（秘宝のみ仲間以外のプレイヤーにも可能）「トレード」は、仲間になった時から30日経過した仲間のみ可能になっている。
1度でもガッツした仲間は、「なかよし」「親友」「相棒」の順に関係が深くなり、友情PTボーナスも大きくなる。関係の深さは、ガッツの回数・頻度で上下する「親密度」で判別される。仲間になった直後は、親密度はゼロとして扱われるが、1度ガッツすれば、時間経過で親密度が下がっても、ゼロに戻ることはない。
解除するとこれらは白紙に戻るが、1日に2人以上解除すると、ペナルティとして2人目からの能力ポイント減少が6になる。
バトル
他のプレイヤーから秘宝・ジェニーを奪うことが出来る。相手の総防御力より自分の総攻撃力が高いと勝利できる。また、相手に挑まれた場合には相手の攻撃力を自分の防御力が上回ると秘宝を守ることが出来、ジェニーを奪える。秘宝には落とし穴を仕掛けることができ、落とし穴のある秘宝を奪おうした時とすると、自動的に防御側の勝利になる（落とし穴は使い捨て）。また、相手が圧倒的格上の場合「相手の実力に怯えています」と表示されバトルを挑むことができない。逆に同じ相手に一方的に勝利し続けたり、圧倒的な格下にバトルを挑むと、「天罰」として強制的に敗北させられることがある。
デッキ
バトルを行うために必要なモンスターカードの組み合わせ。攻撃魔力、防御魔力が許す限り、最大10枚のカードを組ませることができる。アルティメット、Sアルティメット、ジェネシスカードは、1デッキに付き1枚しか入れることができない。
秘宝
クエストやバトルで入手できるアイテム。6色あり、全て揃うとレア（レア+やSレア・レジェンドの場合もあり）カードが手に入る。クエストではほとんどの場合、プレイヤーの属性ごとに拾える秘宝が決まっており、他のプレイヤーにプレゼントしてもらうか、あるいはバトルで奪い取らなければ揃えられないようになっている。また、イベントでも秘宝が用意されているものがあり、こちらは自力で6色すべて拾える秘宝もある。
合成
カード同士を合成することで強化する。戦闘では役に立たないが、合成に使うと相手を大きく成長させられる「ジェリー」「スイーツ」など、合成用の特殊なカードも用意されている。また、同じSR、HR、L、SLカード同士を合成するか、「ドラゴンジェリー」（ドラゴン専用）、「プチ進化ジェリー」（成功率10%）などと合成することで、レアリティを引き上げることができる。これを進化合成と呼ぶ。また、レア度がレジェンド+またはSレジェンド+でレベルも最大値まで上昇したドラゴン、レディ、メンズ、ビースト系統（W系統も含む）、レア度がアルティメットのモンスターは、「ドラゴン、レディ、メンズ、ビースト覚醒ジェリー」、「アルティメット覚醒ジェリー」を合成素材に使用することによって「モンスター名＋0」となり、以後「覚醒グレードアップ合成」することが可能になり、レア度の高いモンスターを合成素材にすることでベースモンスターの能力値をさらに上昇させることができる（成功することによってモンスターの能力値が3%上昇し「モンスター名+5」までグレードアップできる）が、成功しなかったり大失敗して能力値が下がる（+0の場合は能力値は下がらない。また、2014年2月14日に追加された「覚醒応援ジェリー」を素材に使うと絶対に大失敗しない）こともある。覚醒グレードが+5になると、+7まで「ハイ・覚醒応援ジェリー」を使うことで覚醒グレードを上げることができる（絶対に成功する）。
レア度がEレジェンドのカードは特殊で、同一カード同士での合成しかできず、クエストのボス戦勝利・「育つモンスバコ」など他の手段では一切経験値が入らない。また、ベースと素材のレベルによって経験値に補正が掛かる。両方のレベルが1対1ならレベルが1上がるが、素材のレベルが1下がる毎に経験値がほぼ半減し、レベル差が6以上になると経験値は1しか得られなくなる。
探索
2013年8月24日限りで終了（設定上は「遺跡などへの立ち入りが禁止になった」ことになっている）。冒険者自身の装備を探索する。レベル65でコマンド予告が出て、レベル70から正式に探索ができるようになっていた。後述する闘技場が代わりに設けられた。
闘技場
探索に代わり、2013年8月26日より開始。参加可能条件は探索と同じ。ただし、初参加時の冒険者レベルが70～120の冒険者は「ジェリー級」、121以上の冒険者は「ヘルハウンド級」からの開始になる。現在は3つのモードがある。
「週間クラス戦」…毎週月曜日にエントリーの受付を開始し、他の冒険者と戦う（1日月曜日を除く平日は3回。週末は6回）。戦績に応じて冒険者の装備品や回復アイテムが引けるガチャ「ソウビダス」のポイントがたまる。また、下の階級から「ジェリー級」「ヘルハウンド級」「フェニックス級」「ベヒモス級」「ドレイク級」「ペンドラゴン級」「オーディン級」「ゼウス級」の8階級があり、上位の階級に行くほど上位入賞時のソウビダスのポイント報酬が増える（バトル自体で得られるポイントは全階級固定。勝利100ポイント、敗北30ポイントで、連勝すると最大100ポイントのボーナスが付く）。
各階級の上位1割が昇級し、下位1割が降級する。通常のバトルと異なり、ジェニー・秘宝の取り合いは発生しない。闘技場でのバトルは、特技が最大10発動、デッキに全属性組み込み必須など、特殊な条件が付くこともある。また、装備品の装備を変更する際も闘技場から行う。
「週間クラス戦練習場」…体力、攻撃魔力、防御魔力を消費して、練習試合ができる。昇降級には影響しないが、対戦相手は「週間クラス戦」の同じ級からランダムで選ばれる。「ソウビダス」ポイントも貰えるが、「週間クラス戦」より大幅に少ない。ただし、上位の級に行くほど、貰えるポイントは増える。
「ナスターシャ杯」…月末に「幻獣の塔」イベントと同時進行で開催。参加チケットがあれば何度でも参加できる。チケットは毎日一定数が貰えるほか、クエスト・イベント進行や「週間クラス戦練習場」挑戦で手に入る。「週間クラス戦」と違い、対戦相手の所属級を選ぶことができる。上位の級の相手ほど勝った時の「ソウビダス」ポイントが増えるが、負けた時のポイントは全て30ポイントで固定。
図鑑
ゲーム中に登場している全てのモンスターの画像・系統・レア度・入手難易度（E〜SSS）・名前・属性・最大レベル・必要魔力・攻撃力・防御力・ジェニーでの売却価格などの情報を見られる機能。ただし、入手していないモンスターの画像は見ることはできない（入手していなくても後述のお店で見られる）。また、図鑑を埋める（手に入れていないモンスターを入手）ことによって、定められた数ごとに「図鑑ボーナス」が発生し、ジェニーや経験値などを定期的に入手することができる。
ショップ
運営の用意したアイテム販売で、定価が設定されている。ただし、期間限定の値引きもしばしば行われる。
お店
「ショップ」とは異なりプレイヤーが手持ちのカード・アイテム・ジェニーを売買できる。通貨としては、レアカード1枚と等価の「レアメダル」が用意されており、これで取引を行う。出品および落札枚数は自由に設定できる。落札はレベル30から、出品はレベル35から解禁される。
以前は各プレイヤーが直接取引する形だったが、2012年10月9日のアップデートでできなくなった。代わりに、共同利用のお店が用意され、出品も落札も覆面になり、誰と取引したのかプレイヤーにはわからないようになった。これは、ゲーム外でのリアルマネートレーディングをできなくするための措置である。ただし、全冒険者共通の店ではなく、運営によっていくつかのグループに分けられているため（冒険者からは、どのグループに入っているかを知ることはできない）、違うグループに配置された冒険者同士の取引はできない。直近の落札価格は無料で見ることができる。
備考
本作にはコナミコマンドが存在しており、ガッツ組手時、コメント欄に「上上下下左右左右BA」もしくは「↑↑↓↓←→←→BA」と入力すると特技発動率100%かつ同時発動数制限が解除された特技大暴走モードが発動し、お店の検索欄で入力した場合はより詳細な検索が可能になるスーパー検索モードになる。

## 登場キャラクター
※声はネイティブアプリ版のみ

### プレイヤーサポート
ナビ
声：皆口裕子（女） / 櫻井孝宏（男）
冒険者の進行を手助けするナビゲーター。プレイヤーの異性が配属される（GREEで性別非公開に設定している場合、属性が炎・森なら男性、水なら女性と見なされその異性がナビゲーターとなる）。
合成ハニワ
カードの合成を行う。頭にカード投入口と排出口があり、合成が成功すると完成品が排出される。

### ドラゴニア王国
ドラゴニア国王
62歳。国王。陰に日向に冒険者を援助する。その反面、冒険者を傭兵としてことある毎に動員する。
精鋭騎士団長
43歳。ドラゴニア王国精鋭騎士団を率いる。その名に恥じず、生半可な冒険者にはとうてい歯の立たない実力者。
若き精鋭騎士ウィリアム（ヴィルヘルム）
20歳。ドラゴニア学園を首席卒業した後、ドラゴニア王国精鋭騎士団に所属している勇敢で生真面目な青年。団長には及ばないが相当な実力者だったが…。
精鋭騎士クロエ
26歳。ドラゴニア王国精鋭騎士団に所属している女性騎士。
カルコ
以前はドラゴニア王国海兵隊げんすいの地位にあったという。クリオネのような身体に猫のような顔をして、空を飛ぶ不思議な生き物。
整備士
ドラゴニア王国きっての整備士。女性。造船から建築まで、何でもこなす。カラクリの分解と再構築が趣味。
ドラゴニア城（守護精霊、城姫）
築578年半。『城姫クエスト』とのコラボで登場した、ドラゴニア城の擬人化した姿。以降は守護精霊と名乗っている。精霊なので、通常は人には見えない。城の実物とは別行動が可能。冒険者の験担ぎに、みずから調理したカツ丼を差し入れした。別名「麗人軍師」。
木こりの弟子ジャック
21歳。ドラゴニア学園卒。コナミの「ドラコレ森を守ろうプロジェクト」に合わせて登場。木こりの弟子となり森林保全を学んでいる。特技は「壁へ追い詰めること」。
若手神官アメリア
20歳。ドラゴニア学園卒。城下町にある良家のお嬢様。ドラゴニア大神殿の神官。
歌姫キャサリン
20歳。ドラゴニア学園卒。その歌声は光の力を持つ。プレイヤー冒険者と協力して名を上げ、ドラゴニア神殿の歌姫になった。
ダニエル
21歳。ドラゴニア学園卒。「チャラい」と評判のギャンブラー。勝負事が好きだがバトルは苦手。青髪のおねえさんに気があるが、相手にされていない。
レベッカ
20歳。ドラゴニア学園卒。冒険の傍ら運び屋をしている。
木こり
46歳。31年間林業ひとすじの木こり。森林保全を啓蒙している。
記者
39歳。ドラゴニア王国掲示板の記者。みずから写真撮影も行う。アイドルの追っかけが趣味。
石版研究家
72歳。自称考古学の権威。化石の鑑定が特技。ドラゴニア学園の講師もしていた。
果物売りの少女
13歳。小さい頃から健気に家業の手伝いをしている。神殿の歌姫に憧れている。
リンリン
16歳。中華料理店「龍竜飯店」店主。祖先伝来の膨大な秘伝のレシピを大切にしている。
ロンロン
16歳。リンリンの弟。本人曰く「店を継ぐのは嫌だったっス」。精鋭騎士団に憧れている。
歌姫マリス
18歳。地下アイドル。その歌声は闇の力を持つ。プレイヤー冒険者と協力して、ライブで人気を得る。自称「邪な魂の気配を射抜く心眼（ファントムスナイパー）」の持ち主。原初の神に帰依するが、キャサリンとの歌合戦に敗れ、修行の旅に出た。のちに闇の勢力とは手を切った。
聖魔グリモアの書
大賢者J・H・ラウンドの著書と伝わる。自意識を持ち、会話が可能。世界中のほとんどのモンスターが記録されているが、ドラゴニア王国図書館蔵の同書はページが散逸しており、幾度か冒険者（プレイヤー）によって修復されている。
うぇれる
ドラゴニア王国の戦術アドバイザー。好きなものはクルミ。
ミスティ
世界の不思議に挑み続けている少女、好奇心旺盛。口癖はミステリィで特技は不思議を発見すること。
若き戦士
17歳。一人前の戦士になるため、ドラゴンアース各地を巡りながら武者修行している。

### 他国・独立勢力の関係者
釣り竿を持つ若者
釣り人を装っている未来人。戦闘能力は高く、荒廃した未来を救う手がかりを得るべく、この時代に来た。
吸収釜
半端なく長生き。対象の「アク」と共に悪心を抜くことができる釜。とある一族が作ったという。
闇の人形使い（謎の博士）
原初の神（暗黒神）の支配する世界を目指し暗躍した。しかし、不思議な吸収釜に「アク」を二度にわたって抜かれたために原初の神に従うのを辞めた。
どらこ（D-R5、Dragonia Respect No.5）
製造1年弱。謎の博士の作ったゴーレム。しかし、自分の意志を持って行動し、しばしば博士に逆らう。博士が闇の勢力を去ってからの登場なので、主人公に協力している。外見のモデルは「麗人軍師」ことドラゴニア城（守護精霊）。外見はあまり似ていないが、守護精霊の姿を視認できる。
オバケの兄貴
享年不詳。魂を賭けて挑むサイコロに敗れ、死にきれずにオバケになった。後に龍竜飯店に居候。
オバケの子分
享年不詳。後先考えずにサイコロに挑んで敗れ、死にきれずにオバケになった。軽いが素直。後に龍竜飯店に居候。
アスル
28歳。サンドラ王国第二王子。ドラゴニア王国に眠る力を狙っているが、信義は守る性格。正体を隠すため仮面を被り、大阪弁を使っていた。鳥の「ハットリ」を相棒としている。当時サンドラ王国にいた、ジャミヤの讒言で干されたらしい。
ライム
17歳。サンドラ王国の女商人。大阪弁。人を乗せるのがうまく、口癖は「さーびすさーびす」。
東国の女王
76歳。ルーロン王国の女王。厳格で誇り高く、民の支持も厚い。鎖国政策を取り、他国との交流に乏しいが、冒険者には好意的。
くのいち
19歳。ルーロン王国の「忍び隊」に所属する隠密筆頭。52の忍法を使いこなす。実力はあるが、本当は甘えん坊。
女王の側近
19歳。くのいちの双子の姉。有能で、女王への直言を憚らない。妹のことを心配している。
コ・ウタ・マーラ
シシトウ団首領。クエスト「シシトウ団編」「逆襲の男編」「カンキツ同盟編」ラストボス。部下を洗脳する力を持つ。原初の神の信者とも繋がりがあるらしい。後にアラビアタ団首領として再び立ちはだかるが、またも敗れる。その後闇の勢力と手を切り、同じように闇の勢力と手を切ったならず者達を集めた「カンキツ同盟」主幹となる。
ミートマニア
シシトウ団四幹部の一人。大食漢の盗賊。料理はもちろん、バトルで痛めつけられる味も格別らしい。
リーガック
シシトウ団四幹部の一人。遺跡荒らし。シシトウ団壊滅後も、方々で遺跡荒らしを企み、冒険者に阻止されている。
キャプテン・ユート
ラニアザ島を根拠地にする海賊。クエスト「海賊編」ラストボス。洗脳能力がある。後にカンキツ同盟に参加。
海賊王ドッグ・ロー
遙か昔、エリーケ海に名を轟かせた伝説の海賊。既に霊体であり肉体を失っているため、真の海賊王となる足がかりとして、キャプテン・ユートの肉体を乗っ取ろうとする。
アヴァロニア帝国皇帝
闇の勢力と手を組み、勢力拡大を画策している。
ズレータ
歴史学者。100年戦争の歴史が改竄されていると主張し、原初の神（暗黒神）が世界を支配していたと主張している。クエスト「古王国の記録編」ラストボス。
ガラム＆マサラ
西方の砂漠で秘宝を狙う盗賊コンビ。多数の被害者が出たが、冒険者にはどうしても勝てず、ついに改心した。クエスト「砂漠の風編」ラストボス。

### 100年戦争関係者
ミスター・クエストマスター
全世界を踏破したという覆面の男。かつてドラゴンマスターと行動を共にした。突然現れて意味ありげな台詞を吐くが、肝腎なことはなかなか教えてくれない。
ナスターシャ
心優しき幻獣使い。かつて100年戦争で原初の神と戦い命を落としたと見られていたが、ひそかに仮死状態で「幻獣の塔」に守られている。冒険者にナビを派遣したのは彼女らしい。
竜の子ロロン
推定600歳。100年戦争末期に卵からかえった。原初の神（暗黒神）復活をドラゴニア王国に警告する。
少年
「真実の幻獣の塔」1000階で、冒険者に試練を与えるために戦う相手。ナスターシャの力の一部を預かっている。アニメ版の主人公・炎龍ヒロに酷似している。

### 闇の勢力
通常クエストは、基本的に闇の勢力との戦い。しかし、イベントでは原初の神は既に倒されている。
原初の神（暗黒神）
戒律と服従が全ての神。信者であろうと眼中に無い。600年前の100年戦争で封印されたが、復活。しかし、プレイヤーらによって討伐された。
邪神の神官（闇の女神官→謎の女神官→月の女神官）
邪神復活を夢見て暗躍する少女。人間では無いとの噂。夢破れると今度は原初の神の神官に従った。原初の神の討伐後も逃げ延びる。その後、目標を見失い放浪していたが、長老ジェリーの勧めで月の神官に転向した。
原初の神の神官
原初の神（暗黒神）復活を夢見て暗躍する。100年戦争時代、原初の神（暗黒神）を崇める帝国軍四天王の一人だった。原初の神は、かつてドラゴンの力で封印されたらしい。宣戦布告と称してプレイヤー冒険者に年賀状を送ってくるセンスの持ち主。原初の神復活の儀式の際に自らを生贄に捧げて消滅するが、復活。しかし再び闇討ちに遭い死亡した。
闇の司祭（謎の司祭）
原初の神（暗黒神）に仕える司祭。人間では無いとの噂。テンションが高い。原初の神の討伐後も逃げ延びる。
クワトラ
100年戦争時代、帝国軍四天王の一人として恐れられた。冷徹・冷酷・冷血がモットーだが部下への気遣いはある。謎の博士が開発したゴーレム「ゴーシンリュー」との戦いで戦死。
魔王（イグノアール）
本編には登場しない、設定上のみの存在。100年戦争時代に原初の神（暗黒神）を崇める帝国皇帝として君臨した（国号は「ノモス帝国」だったとも）。粛清と恐怖政治で「魔王」と恐れられたが討伐され、その骸は樹海の奥に隠匿されたという。
アーカリー
ドラゴニア大聖堂の神官。クエスト「王都編」「三つの祭壇編」ラストボス。実は闇の勢力のスパイで、ドラゴニア王国に潜入して秘宝を集めていた。その後海底神殿に逃亡し三度討伐されるが、さらにタ＝カーミーによってゾンビとして復活。冒険者を道連れにしようとするが、今度こそ討伐された。やはり洗脳能力がある。
タ＝カーミー
アヴァロニア帝国の神官。クエスト「帝都編」「皇帝追撃編」ラストボス。その実、闇の勢力の神官で、皇帝に取り入り原初の神の復活を企てた。しかし、かつて原初の神が封印されたコキュートスの地で、冒険者に討伐された。もちろん洗脳能力がある。

### 悪魔勢力
現時点では、期間限定イベントのみ登場する敵対勢力。闇の勢力の壊滅後、メインの敵となる。
おねえさん
青髪のお姉さん。初出時はシャーマンを名乗っていた。「アンティーク好きの〜」「化石好きの〜」「マネージャー志望の〜」など、その都度名乗りが変わる。アンティークなど、イベントアイテムをアイテムと交換してくれる役回りが多い。ドラゴニア王国と原初の神の勢力の争いに付け込んで悪魔王復活を企てた。「護法備出す」によって力を失い、行方をくらました。自由気ままがモットー。
悪魔王
おねえさんたちによって蘇るが、「護法備出す」によって力を失い、ネコの姿になっておねえさんと共に行方をくらました。
ジャミヤ
34歳(自称)。ドラゴニア王国専属医だったが、正体がばれそうになり出奔。眼鏡は伊達。国王を洗脳し、冒険者を始末しようとするが、すんでの所で阻止された。特技は催眠術。「護法備出す」の力で消滅した。
闇騎将
闇の勢力の将軍。ドラゴニア王国侵攻に失敗して戦死するが、別人が鎧を着てなりすます。2代目は悪魔勢力の手の者らしい。「護法備出す」の力で消滅したはずだったが……。
バハル
35歳。サンドラ王国第一王子だったが追放される。ジャミヤと手を組んでいたらしい。アスルは、そもそもバハルなる者は王室にはいなかったと主張している。

### 黒竜団
現時点では、期間限定イベントのみ登場する敵対勢力。闇の勢力・悪魔勢力壊滅後のメインの敵。秘宝を狙っているようだが詳細不明。
ロック
16歳。ナナいわく「筋肉脳みそ」。胸板は鋼のように硬い。感動してすぐ泣く。出世欲はあるが失敗ばかり。
ナナ
16歳。ロックと幼なじみの少女。胸板は控えめ。毒舌家で独特のしゃべり方をする。特技は秘宝鑑定。
どらみ（D-R3、Dragonia Respect No.3）
謎の博士の作ったゴーレム。やはり「麗人軍師」ことドラゴニア城（守護精霊）がモデル。試作品として倉庫に放置されていたため、博士を恨んでいる。

### その他
ママン
ケーキが好物のロボット（？）。4月と10月に「春の（秋の）ママンまつり」というイベントがあり、ケーキ（種類はイベントごとに変わる）をあげることで卵を孵化させ、中から出てくるカードなどのアイテムをもらえる。卵を孵化させるたびに、世界に幸せが広がるのだという。ただし、ケーキをあげるためには専用のチームを組む必要がある。チームは「超まったり」「まったり」「がんがん」の3種があり、プレイヤーのやる気と時間に応じてタイプを選択できる。チームの伝言板に書き込むと機嫌がよくなり、孵化の効率が上がる。また、条件を満たすと、体力・攻撃魔力・防御魔力が全回復する歌を歌ってくれる。
フィリア
愛の女神。ママンに卵の孵化を発注している。2015年春からは、テレビのような受像機越しに顔出ししている。
フィリアの使徒
多忙なフィリアの名代として、ママンに使命を伝えている。羽を生やした妖精に見えるが、光芒でその姿はよく分からない。ママンいわく「フィリアの人」。
女神ノルン
運命の女神。原初の神を復活させる運命を定めた罪により銀河の片隅の「銀河宮」に魂を幽閉されていたが、冤罪だった。彼女のモンスターカードは「自身のチカラの写し身」であり本人ではない。なお、初のEレジェンドカードでもある。
若き飛竜
かつて闇の飛竜と一心同体だったが分離。闇の飛竜と原初の神の打倒を目指す。再度闇の飛竜を取り込み、真の力を得た。
ムギ
とある女神からドラゴンアースに遣わされた聖獣。カワイイは正義。
クラウディア
天空人の貴族の娘。人間でいうと18歳程度。尊大だが「ヤバンな」闇の勢力を嫌い、冒険者に協力する。
水瀬ルミナ
巨大ロボット「鋼竜伝説ドラゴニアス」紅一点のパイロット。水属性。『鋼竜伝説ドラゴニアス』はエイプリルフールに際してアニメ化企画の代わりに流された嘘のアニメだが、カードとしてはドラゴニアスとともに実在している。
ジェリー
本作のマスコット的モンスター。属性に応じたレッドジェリー、ミドリジェリー、ブルージェリーの3種を基本とし、多くの亜種が存在する。口があり、人語を解するがほとんどのジェリーは喋ることはできない。
多くはバトルでは役に立たないが、経験値を与えるための餌や、ドラゴン進化など、特殊な用途に使える物が多い。また、低コストで高い能力を持つ、バトルに役立つジェリーなど、実戦で活躍できる種類もある。また、とあるイベントをクリアすると一時的にナビと交代して代役をする（一応喋っている様子だが、プレイヤーはジェリーの言葉を理解できないためナビとして役に立つことはない）。
経緯は不明だが、ネネ、マナカ、リンコの3人が持つとパーティのプレイヤモンスターのうち、前述の"三自属性+光属性のモンスターの防御力を上げる力"を授ける付属能力を与えている。
長老ジェリー
信じられないほど長生きとの噂。ジェリーの長老。ドラゴンアースのとある場所の隠れ里に住むが、人に知られてしまったので今後を検討中。
スイーツ
ジェリーの上位種的存在のモンスター。単体でもスイートでは無くスイーツと呼ぶ。属性に応じたレッドスイーツ、ミドリスイーツ、ブルースイーツの3種を基本とし、多くの亜種が存在する。名前の通り甘くておいしい。
バトルでは役に立たず、デッキに組み込むためのコストも軒並み高く設定されているため、実戦での使用は想定されていない。経験値を大量に与えるため、あるいは「特技スイーツ」一族は特技レベルを上げるための餌として使われる。特技スイーツたちはプライドが高く、餌になる代償として大量のジェニーを要求する。

### タイアップキャラクター
ナナさん（水樹奈々）
2013年8月に「Princess of Prince」とのコラボで水樹奈々をモチーフにしたタイアップキャラクター。
マモさん（宮野真守）
2013年8月に「Princess of Prince」とのコラボで宮野真守をモチーフにしたタイアップキャラクター。

## できごと
- 2010年9月14日　サービス開始。
- 2012年10月29日　App Store版サービス開始。会員数700万人突破を発表。
- 2013年4月15日　Google Play版サービス開始。

## 関連作品

### ドラコレ&ポーカー
iOS専用。世界観は同じだが、『Sword & Poker』のゲームシステムを流用し、戦闘がポーカーとビンゴをモチーフをしたものとなっている。5列×5列にあらかじめ3列×3列、9枚の場札が置かれており、自分と敵で交互に手札を出し合う。手札を出せるのは、場札と並べてポーカーの役が成立する時だけで、役とデッキのモンスターに応じて敵にダメージを与えられる。手札で成立させられる役が無ければPassとなり、手札を捨てて山札からめくり、敵のTurn（手番）に移る。10Turn経過するか、場札が埋まっても決着が付かなければRound終了となり、次のRoundが始まる。
2013年8月27日、10月27日14:00限りでのサービス終了が発表され、予定通り終了した。
- モンスターのレア度はノーマル、レア、スーパーレアの3種類に簡素化されている。カードによって、攻撃に参加できる役が決まっており、ノーマルは2種、レアは4種、スーパーレアは6種の役が割り当てられている。また、戦闘を有利にする特殊効果や、敵の攻撃を防ぐ盾を持っているモンスターもいる。
- 戦闘中、1度だけ魔法を使えることがある。場札を操作したり、特定の攻撃からのダメージを無効化したりといった強力な効果が得られる。

### アーケード版
トレーディングカードアーケードゲーム。2013年3月28日より稼働。ゲームで入手したモンスターはリアルカードとして入手でき、カードに書かれたQRコードを携帯で読み込むことでアーケード版の秘宝が手に入り、秘宝を6つ揃うと携帯版のバーチャルカードも入手でき、回復薬を使うことで消費した秘宝の輝きを取り戻すこともできる。秘宝モンスターが携帯版で成長するとそれに合わせてリアルカードの秘宝モンスターも成長する。カード発行のシステム自体は『モンスター烈伝 オレカバトル』が基本となっている。第4弾以降はタイトルロゴがアニメ版と同じものに変わり、アニメのキャラクターも登場するようになった。
- 本作を通して得た携帯版のカードは、二度と手放せない仕様になっている（ジェニー換金・お店での売却・レアメダル交換・トレード・プレゼント・合成素材いずれも不可）。
- 携帯版との連動およびボスモンスターの討伐には、筐体がe-AMUSEMENTに接続されている必要がある。
- 携帯版での秘宝モンスターは最大レベルが100に設定されており、レベルが10上がるごとにアーケード版でレベルが1上がっていく。
- 2013年10月28日より、本作の筐体で『モンスター烈伝 オレカバトル』もプレイできるようになった。

#### 遊び方
- 100円投入後、本ゲームか「オレカバトル」を選択し、本ゲームを選ぶとタイトル画面が表示される。
- タイトル画面でボタンを押すと、秘宝を集める「クエストモード」やカードの入手や合成のみを行うモードのどちらかを選択できる。
- カードを最大3枚スキャンする。カード枚数が少ない、もしくは持っていない場合は最新ストーリーに合わせたカードをレンタルできる。
- 携帯版と連動し、なおかつ筐体がオンライン状態になっている場合は、ガッツパワー（GP）が溜まり、ガッツコードと呼ばれるQRコードを読み込むかどうかのメッセージが表示され、「はい」を選択し携帯版の画面に表示されたガッツコードを筐体のカメラでスキャンするとガッツパワーが一日に一回100GP溜まる。また、秘宝モンスターをスキャンし、携帯版でアーケード版限定の秘宝モンスターが成長した場合はそれにあわせてリアルカードの秘宝モンスターも自動的にレベルアップする。
- 初めて遊ぶ場合は、名前と属性を選択し、属性に応じた最初のカードを入手する。第4弾以降はアニメの主人公・炎龍ヒロが登場し、彼とのチュートリアルバトル後に入手できるようになった。
- 遊びたいストーリーを選択する。その後ステージを選択し、欲しい秘宝とそれを持つ相手のバトラーを選択してバトルする。金色の秘宝を持つボスとのバトルは金色以外の秘宝が5つ揃っていないと挑めない（オンラインの場合は秘宝が5つ揃った状態だとすぐ挑戦できるが、オフラインの場合は金色以外の秘宝を持っているモンスターカードを5枚スキャンする必要がある）。アニメ放映から1週間限定でアニメの登場人物とバトルできるイベントバトルの項目が表示され、次回予告時に表示されるドラコマンドを入力するとアニメのキャラクターがバトルの対戦相手として登場し、バトル後に特典モンスダスでアニメに登場したモンスターと秘宝が入手できる。また、オンライン状態だと週替わりでレジェンド級のボスモンスターが登場し、全ての相手チームを倒すとリーダーモンスターがカード化される。敗北した場合は通常と同じ。
- バトル開始前にじゃんけんルーレットが行われ、勝敗に応じて先攻・後攻が決まる。
- モンスターには特技があり、特定の条件で「特技発動チャンス」が発動されるとルーレットが回転し、上手く止めると特技が発動される。
- プレイヤーのターンになると、最初に攻撃するモンスターを選択し、次に攻撃したい相手モンスターを選択後、「ドラゴンルーレット」と呼ばれるコマンドルーレットが回転し、ルーレットの結果に応じて攻撃力がアップしたりダウンしたりする。攻撃する相手モンスターの属性によってルーレットが異なる。相手モンスターの防御力が0になるとモンスターが破壊（敗北）される。なお、属性の相性が良い場合、ルーレットが属性攻撃の部分に止まると、攻撃力に関係なく破壊できる。
- ターン経過およびデッキのモンスターが倒されると星が溜まっていき、星が8個溜まるとプレイヤーのモンスターが一体でも破壊され、フィールドに空きがある場合は、筐体のジョイスティックを下に倒すと助っ人チャンスが発動し、ボタン連打でゲージが溜まり、終了時に止まったゲージ量に応じたモンスターの最大クラスが決定される。その後そのクラスのカードをスキャンするか他のプレイヤーのモンスターを呼び出すことで助っ人が召喚される。
- バトル後、勝利した際にバトメダルと呼ばれるゲーム内通貨が入手でき、秘宝は勝敗にかかわらず入手できる。
- モンスダスか秘宝の祭壇、リミットブレイクを選択でき、モンスダスおよび属性のモンスダスではモンスターをランダムで入手でき、アニメのコマンドや最初のスキャン時にコロコロコミックの記事にあるハニワくんチケットを読み込むと特定のモンスターを一体入手する特典モンスダスが出現する。秘宝の祭壇では、秘宝を持ったモンスターをスキャンして秘宝モンスターを入手する。バトメダルを100枚使用してモンスダスXを使うこともでき、レア以上のカードが入手できる。リミットブレイクはバトメダルを150枚使用してレベル10のモンスターの攻撃力を下げて防御力を高めるもしくは防御力を下げて攻撃力を高めることが可能。リミットブレイクを行った場合はカードが発行されるため合成は行われずにゲームは終了となる。
- 最大で4枚合成を行い、連打で合成パワーを溜めてレベルを上げる。合成素材となるカードは相手のデッキおよび自軍のデッキから決まるためバトルの勝敗によって減らされたりする。合成結果[注 26]やルーレット変化の確認を行った後、カードが発行される。条件を満たすと最大レベルの場合は進化、もしくは特定のモンスターが2枚揃っている場合はジョイスティックを回転させることで合体合成を行うフェイズに移行する。
- プレイ終了後にゲームを上手にプレイするためのヒントが示される。

#### シリーズ履歴
ストーリーは携帯版を元にしており、第5弾以降は過去の弾をマイナーチェンジさせたものが稼働している。
- 2013年3月28日 - 第1弾『シシトウ団の野望』稼働開始
- 2013年7月13日 - 第2弾『エリーケの海賊』稼働開始
- 2013年10月15日 - 第3弾『ドラゴニアの陰謀』稼働開始
- 2014年4月7日 - 第4弾『アーカリーの逆襲』稼働開始
- 2014年7月15日 - 第5弾『追撃のシシトウ団』稼働開始

## 漫画
『ドラゴンコレクション 竜を統べるもの』
原作：金城宗幸、漫画：芝野郷太、原案・監修：(株)コナミデジタルエンタテインメント
週刊少年マガジン（講談社）2011年40号から2012年42号まで連載された。

## OVA
「DRAGON COLLECTION OVA SERIES」のタイトルで2011年12月17日に「龍の戦士」、2012年1月20日に「光と闇の覚醒」として、それぞれ先行発売された（DVD未収録）。キャストとしてネイティブアプリ版でナビを演じた声優2名がOVAでも同役を演じており、ナレーターを務めている。アニメーション制作はSTUDIO 4℃が担当した。本編25分。2013年8月9日にはファミリー劇場で再放送されている。

### キャスト
- ナビ - 櫻井孝宏（龍の戦士）、皆口裕子（光と闇の覚醒）

### スタッフ
- 原作・製作 - コナミデジタルエンタテインメント
- 演出 - 湯浅政明（龍の戦士）、片渕須直（光と闇の覚醒）
- キャラクターデザイン - 窪岡俊之
- CGディレクター - 中山大輔
- 音響監督 - 清水洋史
- 音響制作 - 東北新社
- プロデューサー - 田中栄子
- アニメーション制作 - STUDIO 4℃

## テレビアニメ
2014年4月7日から2015年3月30日までテレビ東京系列にて、『オレカバトル&ドラゴンコレクション』の後半パートで全51話が放送された。なおネット配信では「オレカバトル」と同様に単独番組となる。小学生の少年・炎龍ヒロがアーケードゲーム「ドラゴンコレクション」の世界を舞台に冒険を繰り広げるストーリーとなっている。キャッチコピーは「ガッツだぜ!! 目指せドラゴンマスター!!」。ナレーションは檜山修之が担当する。本編は第50話で完結し、最終話はヒロが登場しない代わりにミートマニアをメインにした番外編（第50話より後の後日談）が放送された。
予告にあるドラコマンドを公式サイトおよびゲーム内で入力することにより情報やモンスターを入手することができた。
2023年5月4日より、TOKYO MXで木曜16:00 - 16:30に、毎週2話ずつ放送された。

### あらすじ（アニメ）
みかみ小学校に通う少年・炎龍ヒロは、小学校の給食係で、大のサッカー好き。そんなある日、父親が仕事から早く帰ってくることになり、ドラコレを一緒に遊ぶ約束をしていた。先にデパートのゲームコーナーに来ていたヒロは早速ドラコレをプレイするが、画面に吸い込まれ、ドラコレの世界に迷い込んでしまった。

### 登場キャラクター（アニメ）

#### ドラコレバトラー
炎龍ヒロ（えんりゅう ヒロ）
声 - 桜井春名
主人公。学校では給食係をしている少年。一人称は「俺」。大のサッカー好きで、「みかみ小のスピードスター」を目指しているらしい。母親（声 - 丹下桜）と父親（声 - 檜山修之）がいる。ふとしたことがきっかけで「ドラゴンコレクション」の世界「ドラゴンアース」に迷い込んだ。炎属性のグリモアを持つ。初心者のドラコレバトラーで、ドラゴンアースに迷い込んだ当初は「合成」や「秘宝」などドラコレバトラーにとっては常識とも言えることも全く知らなかった。数々の戦いで成長し、トーナメントではマーモットに逆転勝利し優勝するが、ナビ子によると優勝賞金はドラゴニアの貧しい人たちに寄付したとのこと。ドラゴニアを旅立った直後に謎の塔でナスターシャのメッセージを聞いてから、祭壇の場所を感じることができるようになった。カオスゴッドドレイクの力を得て真のドラゴンマスターとなり邪神を封印した後、ナスターシャの話を聞いて元の世界へと戻っていった。
所持モンスターはドレイクパピーと、モンスダスで入手のブレイズファイター（声 - 檜山修之）、ミハラ王国で入手したマグマデビル。13話までに炎の巨人、ローパー、マジック・ランプ、パピヨン、ココペリを入手。ラニアザ島の洞窟で秘宝を6つ揃えて炎帝龍（声 - 武田幸史）を入手。21話までに; アームドライオン（声 - 森田了介）、26話までにカーネリアンドラゴン（声 - 武田幸史）を入手。28話では準決勝でシンと相対し、その際にブレイズファイターがブレイズファイター・ツインに進化して勝利した。31話までにウィプテラ（声 - 中島ヨシキ）、42話までにドラゴンマントル、45話までにフォルトリオンを入手。
ドレイクパピー（パピー） / ファイアドレイク
声 - 福圓美里
シシトウ団に捕まっていたところをヒロに助けられたドラゴンの子供。一行のパートナーとなる。「パピパピ」としか喋れない。ヒロの力で召喚することでファイアドレイクに変身する。ルビカとの戦いで、レッドスイーツ他2枚との合成でパワーアップしている。炎の祭壇の鍵となるモンスターであった。
戦いのたびに自分を召喚するようにアピールするがスルーされることが多く、一時はそのことにすねて草原で家出してしまったこともある。
シン
声 - 金田アキ
ヒロがドラゴンアースで出会い同行することになった、森属性のグリモアを持つ野生児のドラコレバトラー。一人称は「おいら」。物心つくころには森の動物に育てられており、両親の顔は知らない。
28話ではトーナメントの準決勝でヒロと相対したが、進化したヒロのブレイズファイター・ツインに敗れ、敗退した。
所持しているモンスターはタイタンとルフ、グリーンスイーツ。また、秘宝を6つ揃えて緑銀竜（りょくぎんりゅう）を入手する。モンスダスでフォレストウォリアー、ミハラ王国でベビーモスを入手し、ベヒーモスとダーク・レオナールを合体合成させベヒモスを入手した。13話までにサスカッチ、18話までにケサランパサラン、20話までに大天狗、21話までにソー・ドラゴン（声 - 武田幸史）、25話までに極・覇白虎（きわみ・はびゃっこ）を入手。26話ではゲレメン戦の際にフォレストウォリアーがフォレストウォリアー・ダブルに進化した。32話までに萬年コブラ、34話までにフランジェルス（声 - 中島ヨシキ）、42話までにテクトニクスを入手。
レイ
声 - 岡本寛志
ユニコーンに乗って現れた、水属性のグリモアを持つドラコレバトラー。一人旅も飽きたとの理由でヒロたちと同行することに。一人称は「吾輩」で、ヒロたちを僕（しもべ）と言い、その度に二人から「僕じゃない」と突っ込まれるなど一見尊大だが、お気楽かつ無鉄砲な2人に比べると常識人。ヒロ、シンと共にトーナメントに出場するが、予選で敗退し、2回戦ではハニッチの計らいで解説を務めた。
邪神決戦以降はお家復興の資金集めのためにアイドル巡業をやっている。
所持しているモンスターは、ユニコーン、アイスワルキューレ（声 - 高本めぐみ）、ブルースイーツ、クロウラー、シュリンパー、ウンディーネ。スクリューシェルは、アイスワルキューレの合成素材として使用。モンスダスでナイトゴーント（声 - 遠藤大輔）、ミハラ王国でネッシーを入手。13話までにサーペント、フラウ、ウォーターエレメンタル、サキュバス、あこや、アクアスピリット、マーメイド、アイスカーメン（声 - 髙坂篤志）を入手。ドッグ・ローとの戦いでは自らカード化した海賊王ドッグ・ローを受け取り、プラチナドレイクが現れるまでの間所持していた。17話までにクラテル、21話までにアンヴァル、32話までにアリオク（声 - 森田了介）を入手。水の守護神からはシーディバイダ（声 - 武田幸史）を与えられる。44話でアイスワルキューレがアイスワルキューレ・アーチェに進化。
ユナ
声 - 諸星すみれ
炎属性のグリモアを持つ自称秘宝ハンター。ヒロ達を騙してマイセン城の秘宝やクラーケンの秘宝を盗むが、彼女は根っからの悪人ではない。気まぐれで助けたりもするが、お宝のためにはあっさりと裏切ったりもする。ヒロたちの船で渡航した際ちゃっかり船員として密航していた。トーナメントにも出場し予選で敗退するが、それは彼女が王宮内で秘宝を探すための芝居だった。しかしその過程でアーカリーの本性を知ってしまう。ドラゴニアを離れてからはヒロたちと同行することになる。実は幻獣の塔に入りその時にナスターシャと出会って願いを何でも叶える代わりに秘宝を集めるよう頼まれていた。その際ほかの誰かに喋ると願いが叶わなくなると言われていたが、うっかりヒロ達に喋ってしまう。
所持しているモンスターは、朱雀、プロミネンスドラゴン、クレシェンテ、ワイルドホッグ（声 - 花江夏樹）。
緑パピー
声 - 村川梨衣
森の祭壇に収められていた祭壇の鍵となるモンスター。復活してからはシンに懐く。「ピポピポ」と喋る。
青パピー
声 - 小岩井ことり
水の祭壇に収められていた祭壇の鍵となるモンスター。「ペポパポ」と喋る。

#### シシトウ団
ミートマニア
声 - 稲田徹
山賊シシトウ団のメンバーで、巨漢。シシトウ団の下っ端であるが、リーダーと自称している。模範囚で仮釈放されトーナメントにも参加する。収監中にベジタリアンになり、肉の代わりに大根を食べるようになったが、トーナメントでマーモットとのバトル中に力が出なくなり、ザッコとコップによって与えられた肉を食べることで復活するも敗北する。トーナメント後はコ・ウタ・マーラに見限られ、キャプテンユートの船に乗っている。邪神決戦後に「ニューシシトウ団ネクスト」として有名になっているらしく、元ミノ村のスパリゾート・ヒーローでノゾキ騒動を解決している。
森属性のグリモアを持ちドラコレバトラーとして、バジリスク（声 - 酒巻光宏）やキマイラ、グリフィン、アジ・ダハーカ、トリケラトピテ、ゴブリンアウトロー、トーナメントではウリディンム、エインヘリヤ、サマエル（声 - 武田幸史）を操る。
ザッコとコップ
声 - 花江夏樹（ザッコ）、中島ヨシキ（コップ）
ミートマニアの手下。訛った口調で話している。トーナメントでは案内係兼掃除係として雇われた。
ルビカ
声 - 喜多村英梨
シシトウ団幹部の一人。護衛の依頼と偽ってヒロたちを捕まえ、クッパの森を休憩所にして集落の人たちを困らせていた。また、ミハラ王国を占拠していたがヒロたちに奪還されている。数々の失敗からシシトウ団を永久追放されかけるが、コ・ウタ・マーラが敗北の際に助け一緒に逃げる。トーナメントにも参加し2回戦で因縁の相手であるシンと相対するが敗北、その際シンに助けられたことから彼に恋してしまい、彼を「シン様」と呼ぶようになる。トーナメント後はコ・ウタ・マーラに見限られ、キャプテンユートの船に乗っている。
水属性のグリモアを持ち、バシュム、フォレストデビル（声 - 花江夏樹）、カタナタイガー（声 - 酒巻光宏）、鵺（ぬえ）、ケルピー、ストリゲスを操る。トーナメント参加時はヴァスキ、ダンテ（声 - 中島ヨシキ）、ガトルピーコックを操った。
その後、シンの元へ押しかけ女房をしている。
リーガック
声 - 遠藤大輔
シシトウ団幹部の一人。水属性のグリモアを持ち、ニーズヘッグ（声 - 中島ヨシキ）を操り、ミノ村の外れで暴れる騒動を起こす。コ・ウタ・マーラが不利と見るや、戦わずに遁走する。
トーナメントにも参加するがその際、他の人物よりもかなり小さく描かれており、登場シーンさえカットされた。その後も登場こそするものの端に小さく出るのみの扱い。

#### 海賊キャプテンユート
キャプテン・ユート
声 - 楠大典
ラニアザ島を征服しようとしている、ビリオラ島をアジトにする目的のためなら手段を選ばない悪辣非道な大海賊。半年前にビリオラの町を征服、市長（声 - 森田了介）を監禁していた。コ・ウタ・マーラと手を組み、モンスターを分解してエネルギーにする禁断の発掘兵器・魔導砲を復活させる。しかしそのモンスターを犠牲にする行為がプラチナドレイクの怒りを買い轟沈する。その後、海にまで手を伸ばそうとしたコ・ウタ・マーラと手を切り、逆にアラビアタ団を潰すためヒロ達と手を組む。再登場時にダークスカル号は修復しているが元魔導砲の砲塔は蓋がされカードを犠牲にせずモンスターを動力に使う魔導エンジンに改良され、いざというときは変形し空も飛べる。
水属性のグリモアを持ち、シュレッドワイバーン、コルセア・ビューティ、シャークドラゴン（声 - 武田幸史）、ホワイトレクイエムを操る。他にも大量のカードを所有していたが、魔導砲のエネルギーにされたため消滅した。
ペンネッタ
声 - 藤田咲
キャプテン・ユートの部下。「超ムカつく」などのギャル語で話す浅黒肌の女性で、縦巻きロールの髪は伸ばして相手を絡み取る。
炎属性のグリモアを持ち、ヴォルケーノクラブを操る。
ニョッキ・ザ・キラー
声 - 酒巻光宏
キャプテン・ユートの部下のドラコレバトラー。「天は俺の上にドラコレバトラーを作らず、地は俺の下にドラコレバトラーを作らず」とニヒルな態度をとる。
森属性のグリモアを持ち、三千年サソリ、エッジワイバーン、ヴォーパルラビットを操る。
ポリナータ
声 - 武田幸史
キャプテン・ユート直属の部下で、専用の海賊船を所有している。自称腹出しマッチョで、デベソやウスノロと自分で言っては相手がバカにしたと思い込んで腹を立てる。魔導砲の砲撃に巻き込まれ沈没する。死亡したと思われていたが、無事に生存していた。
火属性のグリモアを持ち、ボマーワイバーンを操る。

#### アラビアタ団
コ・ウタ・マーラ
声 - 斧アツシ
アラビアタ団首領で、シシトウ団元首領。シシトウが好物で葉巻のように吸う。
ルビカと共に敗走した後、キャプテン・ユートと手を組み魔導砲を復活に協力する。更に新たにアラビアタ団を結成しアーカリーにも協力する。アラビアタ団結成後はシシトウ団元メンバーを見限り、新たに大量の部下を従えている。
炎属性のグリモアを持ち、ソルドラゴンを操る。他にも大量のカードを所有していたが魔導砲へのエネルギーにされた。グリモアの杖を手に入れてからは3つの属性が使え、アンデットロード（声 - 中島ヨシキ）、アケオロス、クサリクと、9種のドラゴン（森属性/ドスヴァイドドラゴン&テラドラゴン&リーフィドラゴン、火属性/焔竜のおとし子&ソルドラゴン&赤鉄竜、水属性/ハイドロフィーナエ&シードラゴン&青鋼竜）を操るが全て邪神の供物にされてしまう。
邪神復活が阻止された後、刑務所に入る。
アラビアタ団員
白もしくは黒ずくめの背広と帽子を着たアラビアタ団の構成員でかなりの人数で構成されている。

#### 王都関係者
クレア
声 - 小岩井ことり
王都到着直前に出会った自称正義の女盗賊。巨大ハンマーを武器に戦う。一人称は「僕」。成金バトラーからカネを奪おうとヒロたちを襲撃するが誤解だと知る。後にブラン・モンとイチャイチャするなどラブラブな関係になっていた。
その後ブラン・モンと結婚する。
タルテ
声 - 劉セイラ
ドラゴニアでヒロたちにドラゴニアバトルトーナメント参加を阻もうとした少年。水属性のグリモアを持ちマルガリータを操ったが、アーカリーに操られていてバトルが終わると消えてしまった。普段はドラッコ警備隊と称して自衛団のようなことをしている。
トルト
声 - 久保田未夢
タルテの妹。
ミスドラゴニア
声 - 村川梨衣
今年度のミスドラゴニアでトーナメントの司会進行役。ネコミミで語尾に「にゃ」をつけて話す。

##### トーナメント参加バトラー
ブラン・モン
声 - 柳原哲也
ドラゴニア騎士団団員のドラコレバトラー。クレアに片思いしており、彼女に求婚するため捕まえようとした際に現れたヒロ達をクレアの恋敵と誤解して戦いを挑むがあっさりと返り討ちにされる。その後クレアにプロポーズをするためトーナメントに出場し勝ち進んでいたが、準決勝でマーモットに僅か1分で敗退する。
最終決戦にもラブラブなクレアと共に助太刀。その後クレアと結婚する。
火属性のグリモアを持ち、ヘッドバッシャー（声 - 中島ヨシキ）を操る。
ゲレメン
声 - 武虎
トーナメント参加者。獣の皮を被ったドラコレバトラー。獣の皮の顔は場面の雰囲気に合わせて変わる。森での戦いで負けたことが無いと豪語するほど森林戦闘での戦いを得意とし、トーナメント3回戦でのシンとのバトルで圧倒するも、奇跡の進化を果たしたフォレストウォリアー・ダブルによって逆転負けする。その後ジバンバの森の異変にいち早く気付き、シン・レイ・ユナの3人と共に遺跡へ向かった。
森属性のグリモアを持ち、モケレ・ムベンベ（声 - 髙坂篤志）、バーサーク・カブトブシ（声 - 武田幸史）、バラージドラゴンを操る。
シフォン
声 - 下野紘
トーナメント参加者。眼鏡をかけたイケメンのドラコレバトラーでユナにしつこく言い寄ってきた。プライドが高く自分を「持っている」と自慢するが、トーナメントのヒロの初戦対戦相手で負けたときには散々駄々をこねた。
火属性のグリモアを持ち、イグニスヘッダー、メタルプラズマ、メルセゲルを操る。
王/覆面バトラー・キング
声 - チョー
ドラゴニアの王。肥満体質だが、トーナメント主催者で噂ではドラコレバトラーとしての実力も高く、覆面やマントを身にまとったドラコレバトラー「覆面バトラー・キング」を名乗りトーナメントに参加した。ヒロとのバトルで圧倒的な力を見せ付けるが、対戦中に正体がバレて棄権する。ヒロを選ばれし者と呼ぶなど何か知っている様子も見られる。
トーナメントではスカイワイアーム、帝青龍、トリアイナドラゴンを操る。
トーナメント参加ドラコレバトラー
声 - 流田豊、穴澤淳、桃山竜二、栗川雅裕
仮面を被ったトーナメント参加者。予選敗退している。彼らの容姿はこのアニメのオープニングテーマを歌っている流田Projectに似ている。最終話にもモブキャラとして登場する。

##### アーカリーの一味
アーカリー
声 - 小杉十郎太
自称、愛の教えを広めている謎の司祭。信者を使いガッツ力を集める謎の壷を発掘、そしてトーナメントを利用しガッツ力を壷に集め、神の復活の目的のために暗躍していた。しかしその復活させようとしていたものが実はドレイクルシファーだとは知らなかった。その後、マーモットにヒロたちの尾行を命じている。邪神復活に成功した後、邪神に取り込まれていたが、解放された。
邪神復活が阻止された後、刑務所に入る。
マーモット
声 - 上田燿司
トーナメント参加者で、アーカリーとはグル。スキンヘッドで耳が垂れ、かなり長めの顎鬚を生やしており、顔に異様のタトゥーを付けている。アーカリーが発掘した壺を「ガッツボ」と命名するも、ジャンに「下品なネーミング」とダメ出しされるほどネーミングセンスが下手で、カナズチ。敗戦者を無様な負け犬と罵り、トーナメントではバトラーを直接攻撃するような卑怯な行為もするが、強力なモンスターも所持している。ミートマニアやヒロを圧倒するが、決勝戦で覚醒したヒロに逆転負けする。しかし結果的に壷にガッツ力を貯めるという目的は果たすことになり、トーナメント後もアーカリーの命令で3つの祭壇に向かうヒロたちを尾行している。当初はヒールの側面が強かったがだんだんとギャグキャラの要素が強くなってきている。
森属性や炎属性のグリモアを持ち、カオス・ヘッドバッシャー（声 - 花江夏樹）、ラハブ、アナト、イビルイフリート（声 - 森田了介）、ウシュムガルを操る。
邪神復活が阻止された後、刑務所に入る。
ジャン・トヴァン
声 - 川田紳司
右目に機械的な眼帯をした、竜の翼地方から来た錬金術研究所所長。アーカリーが呼び寄せ、謎の壷を分析させ兵器として利用しようとする。ガッツ力を利用したガッツボンバーという武器を開発している。
水属性のグリモアを持ち、スカイフィッシュを操る。
邪神復活が阻止された後、刑務所に入る。
アエビマ
声 - 岩崎征実
ヒメ砂漠のど真ん中で肌を焼いていた自称究極な肉体を追及する男。祭壇のありかを聞き出そうとヒロに戦いを仕掛ける。
炎属性のグリモアを持ち、デンドロアスピスを操る。
マンサ
声 - 井上喜久子
アーカリーに従う湾外の森にいる魔女。森の祭壇の鍵を奪いに襲撃しヒロにあっさり敗北するも、ユナに化けたタテホを囮にして祭壇に先回りしようとしたが、嘘をついてはいけない真実の階段でヒロにそそのかされて「永遠の17歳」と答えてしまったため転落する。
森属性のグリモアを持ち、シユウを操る。
タテホ
声 - 諏訪彩花
マンサの弟子の見習い魔女。根は素直で毎回聞かれてもいない秘密をあっさり喋ってしまう。シンたちを祭壇のある森に近づかせないようにするために脅かすがあっさりバレ、シンの母親（声 - 金田アキ）に化けシンたちに近づくが、シンの過去を知り号泣する。
森属性のグリモアを持ち、パンダルフォンを操る。
カゲイソ
声 - 岩田光央
半魚人のような装備をしたアーカリーの手下で、グローマ海岸を自分の縄張りとしている。ヒロとシンの2人がかりでも苦戦するような強敵だったが、3人の連携で撃退される。決戦時にはキャプテン・ユートを妨害するも返り討ちにあう。
水属性のグリモアを持ち、蛟（声 - 髙坂篤志）、ルルイエマリーン（声 - 森田了介）を操る。
邪神復活が阻止された後、刑務所に入っていたが、その後観光地で海産物を売っており、元ミノ村スパリゾート・ヒーローで覗きの容疑で逮捕された。

#### その他
ナビ子
声 - 神田朱未
冒頭に登場する解説ナビゲーター。「NAVIKO NETWORK」で前回のあらすじを解説する。スタジオはクロマキー合成がなされている。アイドルデビューを目指している。キャラ弁を作ったところ好評だった。
実はキャプテンユートのファンで、彼が再登場した際に思わずネタバレを言いそうになり検閲が入った。
ハニッチ
声 - 広橋涼
合成ハニワの名門デルガスパル家146代当主。「ハニッチ」は通称で、本名はデベル・ヘルサケス・ナカメグッチ・ウンジャロスキー3世。語尾に「ナリ」と付けているが、興奮すると砕けた口調になり、怒ると歯をむき出しにして怒り出す。ヒロは最初「ブタ」と勘違いしていた。トーナメントでは実況を務め、その後しばらくは王都にいたが、アーカリーとの決戦時に再会し、合成に引っ張りだこになりモテ期到来と喜んでいる。
次回予告ではナレーターも担当するが、本編とは一切関係ない自虐ネタとなっている。
太古の神
声 - 三宅健太、高島雅羅（水）
6つの秘宝を手にした者にドラゴンを授ける守護神。最初に現れたのは森の守護神で、ラニアザ島の洞窟では炎の守護神が現れた。水の祭壇で現れた水の守護神は女神。
モンスダス
声 -速水奨
儀式で呪文を唱えて口からカードを吐き出しドラコレバトラーにカードを与えるモアイ風の石像。また、ラニアザ島の洞窟は巨大なモンスダスそのものであったため、取れなかった洞窟内の秘宝をモンスダスの儀式によって手に入れた。
ミハラ王
声 - 家中宏
ミハラ王国国王。ヒロたちにシシトウ団討伐許可書を与える。
ナムール
声 - 大橋彩香
砂漠で行き倒れていたミハラ王国王妃付侍女。ヒロたちにシシトウ団に占拠されたミハラ王国を救ってほしいと頼む。
カルボラ
声 - 龍田直樹
モンスターに港を占拠されている港町カロニマに危険を顧みず物資を届けている船長。水のグリモアを持ち、自身のモンスターであるクリスタルサッカーを用いて港の独占のために他の船を沈めており、イカサマ発覚後に逮捕された。カルボラの船はその後ヒロたちに贈与された。
ジュリエット
声 - 篠原恵美
レイの乳母。カロニマはジュリエットの実家がある場所でレイの両親が亡くなった後レイが暫く養子として暮らしていた。シッフ船長とは古い知り合い。
シッフ・ファールド
声 - 星野充昭
ラニアザ島に向かうヒロたちの船「ランシェ号」の船長。ランシェとは元気回復という意。
かつては有能な船長だったが、船と船員を失い一人生存した過去があり、そのことを後悔し続け、一度はヒロたちを突き放していたが、ヒロたちの頑張りをみて再び船長となることを決意する。ヒロたちから船を譲り受け一度は売り払う予定だったが、その後のキャプテンユートとの戦いで船はボロボロになりそのまま所有することを決めヒロたちと別れた。
その後、アーカリーらによって海に投げ出されたヒロ達を救出し再び再会する。
海賊王ドッグ・ロー
声 - 木内秀信
ビミョーダ・トライアングルで遭遇した海賊王を自称する幽霊船の船長。100年前に伝説のプラチナドレイクを探していた。戦いのあとプラチナドレイク入手を見届けたいと自らカード化しレイに同行し、キャプテン・ユートとの決戦時にプラチナドレイクに遭遇した際に別れた。
水属性のグリモアを持ち、リバイブ・ロジャー（声 - 中島ヨシキ）を操る。
タスパ
声 - 京田尚子
ラニアザ島の長。
スプリガン
声 - 花江夏樹、中島ヨシキ、髙坂篤志
ラニアザの洞窟で秘宝を守っている者たち。ヒロたちそっくりの姿に化け洞窟内を案内した。17話の冒頭でもナビ子に化けていたことがある。
カオスゴッド・ドレイク
かつて500年前に邪神を封印した黄金のドラゴンで、封印直前の邪神によってプラチナドレイクとドレイクルシファーに分離させられ封印されたが、秘宝を6つ集め融合し復活、邪神を倒すためヒロとファイアドレイクに力を与えた。
プラチナドレイク
海賊王ドッグ・ローが捜し求めていた銀色に輝く伝説のドラゴン。100年経った現在でも生き残っており、ラニアザの洞窟前でヒロたちに遭遇したほか、魔導砲を搭載するキャプテンユートの海賊船に龍の裁きを与え轟沈させ立ち去った。その後、ドレイクルシファー復活の際に対峙、ヒロたちを助けた。邪神復活の際にドレイクルシファーと一騎討ちを挑むが、カオスゴッド・ドレイクとして融合した。
ドレイクルシファー
漆黒のドラゴン。アーカリーによって遺跡から復活する。遺跡を破壊した後、どこかへと去って行った。謎の塔では幻ではあったがヒロと戦いを挑んでいる。邪神復活の際にプラチナドレイクと一騎討ちを挑むが、カオスゴッド・ドレイクとして融合した。
ナスターシャ
声 - 丹下桜
謎の塔でホログラフでメッセージを伝えた少女。世界の破滅を救うための3つの祭壇に向かうように伝える。
ドラゴンアース滅亡の危機に際し、ユナには幻獣の塔でプラチナドレイクとドレイクルシファーをカオスゴッド・ドレイクに融合する6つの秘宝を集めるように頼み、ドラゴンマスターの勇者となりえる資質を持つヒロをこの世界へと召喚した。
モサーン
声 - 吉野裕行
広大なクレーク平原でブイブイ言わせている、蛇を首に巻いたヤンキー風のはぐれバトラー。
森属性のグリモアを持ち、フリビュスチに乗る。

### 用語
グリモア
モンスターを召喚する魔導書。炎・水・森の3属性がある。グリモアにはカードを綴るページがあり、表紙にカードを置くとモンスターが召喚される。秘宝を封印するページもあり、秘宝を手に入れるとページの中に入っていく。
ドラゴニアバトルトーナメント
ドラゴニア王都で毎年開催されるドラコレバトラーの大会。1回戦は○×クイズ、2回戦は竜の頭・腕・尾・翼の四肢を模したステージでバトルを行い、決勝ステージでバトルを行う。王都ではトーナメント以外のバトルはご法度とされている。また、バトル中にバトラーを直接攻撃することも禁止されている。

### スタッフ
- 原作 - コナミデジタルエンタテインメント
- 監督 - 川口敬一郎
- シリーズ構成 - 笠原邦暁、十川誠志
- キャラクターデザイン - 吉原達矢
- モンスターデザイン - 鈴木典孝
- デザインワークス - 常木志伸
- プロップデザイン - 藤本雄一朗
- セットデザイン - 比留間崇
- 美術監督 - 吉田美千子
- 色彩設計 - 篠原愛子、小野寺笑子
- 撮影監督 - 柚木脇達己
- 編集 - 後田良樹
- 音響監督 - 今泉雄一
- 音楽 - 大橋恵 / 都田和志、Keiko
- 録音スタジオ・音響制作 - HALF H・P STUDIO
- 音楽制作 - 日本コロムビア、OLMミュージック
- アニメーションプロデューサー - 富田暁
- アニメーション制作 - OLM
- プロデューサー - 土方真、高橋知子、古市直彦
- 製作 - テレビ東京、NAS、OLM

### 主題歌
オープニングテーマ「ドラゴンコレクション 〜勇気のツバサ〜」（1 - 49、51話）
作詞 - 森由里子 / 作曲 - Loop-K / 編曲 - 宮崎誠 & 流田Project / 演奏・歌 - 流田Project
挿入歌
「希望の光」（第4、6、12、14、16、18、20、50話）
作詞・作曲・演奏・歌 - 流田Project / 編曲 - 宮崎誠 & 流田Project
「ぶっちぎりファンタスティック」（第10、18、24、30、38、42、43、50話）
作詞・作曲・演奏・歌 - 流田Project / 編曲 - 宮崎誠 & 流田Project
「ユナユナ デイドリーム」（第24、29、32、34、43話）
作詞・作曲・編曲 - 橋本由香利 / 歌 - ユナ（諸星すみれ）
第29、32、43話では召喚ソングとして使用。
「本当の宝物」（50話）
歌・演奏・作詞・作曲・編曲 - 流田Project
EDとして使用。

### 各話リスト
サブタイトルの読み上げはその話のキーパーソンとなるキャラクターの声優が担当する。
| 話数   | サブタイトル                     | 脚本     | 絵コンテ   | 演出              | 作画監督                            | 総作画監督 | 放送日        |
| ------ | -------------------------------- | -------- | ---------- | ----------------- | ----------------------------------- | ---------- | ------------- |
| 第1話  | なにこれ!?ドラコレ！             | 笠原邦暁 | 川口敬一郎 | 中川航            | 吉原達矢 伊藤美奈                   | -          | 2014年 4月7日 |
| 第2話  | ヘンなのが来た！                 | 笠原邦暁 | 川口敬一郎 | 中川航            | 吉原達矢 伊藤美奈                   | -          | 4月14日       |
| 第3話  | また1人ヘンなのが来た！          | 前川淳   | 川口敬一郎 | 徐恵眞            | 津熊健徳                            | 吉原達矢   | 4月21日       |
| 第4話  | マイセン城のタコ退治！           | 前川淳   | 川口敬一郎 | 徐恵眞            | 青木里枝                            | 吉原達矢   | 4月28日       |
| 第5話  | 合成？なにそれ!?                 | 十川誠志 | もりたけし | 有江勇樹          | 阿部智之                            | 吉原達矢   | 5月5日        |
| 第6話  | あくまでしつこいシシトウ団！     | 十川誠志 | もりたけし | 有江勇樹          | 北村淳一                            | 吉原達矢   | 5月12日       |
| 第7話  | ナニダス？モンスダス！           | 広田光毅 | もりたけし | 池田智美          | 宮井加奈 洪範錫                     | 吉原達矢   | 5月19日       |
| 第8話  | 走れ！ヒロ&レイ！                | 広田光毅 | もりたけし | 池田智美          | 宮井加奈 洪範錫                     | 吉原達矢   | 5月26日       |
| 第9話  | 遭難者がいるそうなんです！       | 山口宏   | 島津裕行   | オジング          | 今里佳子                            | 吉原達矢   | 6月2日        |
| 第10話 | シシトウ団をぶっつぶせ！         | 山口宏   | 島津裕行   | オジング          | 清水博明、臼田美夫                  | 吉原達矢   | 6月9日        |
| 第11話 | 若様とイカサマ!?                 | 笠原邦暁 | 川口敬一郎 | 筆坂明規          | 岡辰也、松本純平                    | 吉原達矢   | 6月16日       |
| 第12話 | 船長は臭かった!?                 | 笠原邦暁 | 川口敬一郎 | 筆坂明規          | 岡辰也、仲村信樹                    | 吉原達矢   | 6月23日       |
| 第13話 | 魔のビミョーダ・トライアングル！ | 前川淳   | もりたけし | 中川航            | 今里佳子                            | 空流辺広子 | 6月30日       |
| 第14話 | 海賊王ドッグ・ロー！             | 前川淳   | もりたけし | 中川航            | 武内啓                              | 空流辺広子 | 7月7日        |
| 第15話 | キャプテンユートの野望！         | 十川誠志 | 島津裕行   | オジング          | 洪範錫                              | 空流辺広子 | 7月14日       |
| 第16話 | 俺VSオレ!?                       | 十川誠志 | 島津裕行   | オジング          | 津熊健徳                            | 空流辺広子 | 7月21日       |
| 第17話 | ぞくぞく海賊!?                   | 広田光毅 | もりたけし | 石井久志          | 鈴木美音織、小池恵                  | 吉原達矢   | 7月28日       |
| 第18話 | 合体ありえないんですけどぉ〜！   | 広田光毅 | もりたけし | 石井久志          | 阿部智之                            | 吉原達矢   | 8月4日        |
| 第19話 | コ・ウタ・マーラの大逆襲！       | 山口宏   | もりたけし | 池田智美 和泉志郎 | 宮井加奈                            | 空流辺広子 | 8月11日       |
| 第20話 | さらば、ランシェ号！             | 山口宏   | もりたけし | 池田智美 和泉志郎 | 宮井加奈                            | 空流辺広子 | 8月18日       |
| 第21話 | おおっと、王都に着いちゃった！   | 山口宏   | もりたけし | 荒木英樹          | 荒木英樹                            | 吉原達矢   | 8月25日       |
| 第22話 | 闇のグリモア！                   | 山口宏   | もりたけし | 荒木英樹          | 荒木英樹                            | 吉原達矢   | 9月1日        |
| 第23話 | ドラゴニアバトルトーナメント     | 広田光毅 | もりたけし | 筆坂明規          | 松本純平                            | 空流辺広子 | 9月8日        |
| 第24話 | さらば、レイ！                   | 広田光毅 | もりたけし | 筆坂明規          | 岡辰也、松本純平 仲村信樹           | 空流辺広子 | 9月15日       |
| 第25話 | パピー？パピパピ！               | 広田光毅 | 島津裕行   | オジング          | 井嶋けい子                          | 吉原達矢   | 9月22日       |
| 第26話 | ウソ!?シンが進化!?               | 広田光毅 | 島津裕行   | オジング          | 中山みゆき                          | 吉原達矢   | 9月29日       |
| 第27話 | 燃えろ！ミートマニア！           | 山口宏   | もりたけし | 徐恵眞            | 津熊健徳、洪範錫                    | 空流辺広子 | 10月6日       |
| 第28話 | ウソ!?ヒロも進化!?               | 山口宏   | もりたけし | 徐恵眞            | 津熊健徳、洪範錫 仲村信樹           | 空流辺広子 | 10月13日      |
| 第29話 | 激闘！炎の決勝バトル！           | 十川誠志 | もりたけし | 石井久志          | 小池恵、阿部智之                    | 吉原達矢   | 10月20日      |
| 第30話 | ヤバコレ！邪神復活!?             | 十川誠志 | もりたけし | 石井久志          | 鈴木美音織                          | 吉原達矢   | 10月27日      |
| 第31話 | 3つの祭壇？謎のメッセージ！      | 十川誠志 | 島津裕行   | オジング          | 宮井加奈                            | 空流辺広子 | 11月3日       |
| 第32話 | ぷんすか！プンスカ！パピ！       | 十川誠志 | 島津裕行   | オジング          | 宮井加奈                            | 空流辺広子 | 11月10日      |
| 第33話 | キレてます！サイドチェスト!?     | 笠原邦暁 | 秋山勝仁   | 荒木英樹          | 荒木英樹                            | 吉原達矢   | 11月17日      |
| 第34話 | ビックリ！これが鍵!?             | 笠原邦暁 | 秋山勝仁   | 荒木英樹          | 荒木英樹、阿部智之                  | 吉原達矢   | 11月24日      |
| 第35話 | おいらの母ちゃん！               | 前川淳   | もりたけし | 徐恵眞            | 洪範錫、仲村信樹                    | 空流辺広子 | 12月1日       |
| 第36話 | ウフ♥永遠の17歳！                | 前川淳   | もりたけし | 徐恵眞            | 岡辰也、洪範錫                      | 空流辺広子 | 12月8日       |
| 第37話 | なぜ吾輩だけピンと来ないのだ!?   | 前川淳   | 島津裕行   | オジング          | 井嶋けい子                          | 吉原達矢   | 12月15日      |
| 第38話 | 海底神殿で大バトル！             | 前川淳   | 島津裕行   | オジング          | 中山みゆき、今里圭子                | 吉原達矢   | 12月22日      |
| 第39話 | 激白！ユナのヒ・ミ・ツ！         | 笠原邦暁 | もりたけし | オジング          | 洪範錫 仲村信樹                     | 空流辺広子 | 2015年 1月5日 |
| 第40話 | ドコソレ？タルタロスの門！       | 笠原邦暁 | もりたけし | オジング          | 津熊健徳、洪範錫 仲村信樹、下地彩加 | 空流辺広子 | 1月12日       |
| 第41話 | 教えて！ナスターシャ！           | 十川誠志 | もりたけし | 石井久志          | 小池恵                              | 吉原達矢   | 1月19日       |
| 第42話 | 竜の翼は燃えているか!?           | 十川誠志 | もりたけし | 石井久志          | 小池恵                              | 吉原達矢   | 1月26日       |
| 第43話 | 発進！ダークスカル号！           | 山口宏   | もりたけし | 徐恵眞            | 宮井加奈                            | 空流辺広子 | 2月2日        |
| 第44話 | マジ!?レイも進化!?               | 山口宏   | もりたけし | 徐恵眞            | 宮井加奈                            | 空流辺広子 | 2月9日        |
| 第45話 | 脅威！9体のドラゴン!!            | 広田光毅 | 島津裕行   | 中山敦史          | 荒木英樹                            | 吉原達矢   | 2月16日       |
| 第46話 | 邪神！降臨!!                     | 広田光毅 | 島津裕行   | 中山敦史          | 荒木英樹                            | 吉原達矢   | 2月23日       |
| 第47話 | ガクブル！壮絶バトル！           | 前川淳   | 島津裕行   | 徐恵眞            | 岡辰也、洪範錫                      | 空流辺広子 | 3月2日        |
| 第48話 | 邪悪！最凶ドラゴン！             | 前川淳   | 島津裕行   | 徐恵眞            | 岡辰也、洪範錫 仲村信樹             | 空流辺広子 | 3月9日        |
| 第49話 | 光臨！カオスゴッド・ドレイク！   | 十川誠志 | 川口敬一郎 | オジング          | 井嶋けい子、中山みゆき 今里佳子     | 吉原達矢   | 3月16日       |
| 第50話 | ドラゴンマスター！               | 十川誠志 | 川口敬一郎 | オジング          | 井嶋けい子、中山みゆき 今里佳子     | 吉原達矢   | 3月23日       |
| 第51話 | ガッツだぜ！ミートマニア！       | 十川誠志 | 川口敬一郎 | オジング          | 吉原達矢                            | -          | 3月30日       |

### 放送局
| 放送地域       | 放送局             | 放送期間                     | 放送日時           | 放送系列       | 備考            |
| -------------- | ------------------ | ---------------------------- | ------------------ | -------------- | --------------- |
| 関東広域圏     | テレビ東京         | 2014年4月7日 - 2015年3月30日 | 月曜 18:00 - 18:30 | テレビ東京系列 | 製作局 字幕放送 |
| 北海道         | テレビ北海道       | 2014年4月7日 - 2015年3月30日 | 月曜 18:00 - 18:30 | テレビ東京系列 | 字幕放送        |
| 愛知県         | テレビ愛知         | 2014年4月7日 - 2015年3月30日 | 月曜 18:00 - 18:30 | テレビ東京系列 | 字幕放送        |
| 大阪府         | テレビ大阪         | 2014年4月7日 - 2015年3月30日 | 月曜 18:00 - 18:30 | テレビ東京系列 | 字幕放送        |
| 岡山県・香川県 | テレビせとうち     | 2014年4月7日 - 2015年3月30日 | 月曜 18:00 - 18:30 | テレビ東京系列 | 字幕放送        |
| 福岡県         | TVQ九州放送        | 2014年4月7日 - 2015年3月30日 | 月曜 18:00 - 18:30 | テレビ東京系列 | 字幕放送        |
| 日本全域       | GYAO!              |                              | 月曜 0:00 更新     | ネット配信     |                 |
| 日本全域       | バンダイチャンネル | 2014年4月21日 -              | 月曜 12:00 更新    | ネット配信     |                 |
| 日本全域       | ニコニコ生放送     | 2014年4月21日 -              | 月曜 19:15 - 19:30 | ネット配信     |                 |
| 日本全域       | ニコニコチャンネル | 2014年4月21日 -              | 月曜 19:30 更新    | ネット配信     |                 |

### DVD
| 巻 | 発売日         | 収録話                  | 規格品番  |
| -- | -------------- | ----------------------- | --------- |
| 1  | 2014年8月27日  | 第1話 - 第8話           | COBC-6611 |
| 2  | 2014年10月29日 | 第9話 - 第16話          | COBC-6612 |
| 3  | 2014年12月24日 | 第17話 - 第24話         | COBC-6613 |
| 4  | 2015年2月25日  | 第25話 - 第32話         | COBC-6614 |
| 5  | 2015年4月29日  | 第33話 - 第42話         | COBC-6615 |
| 6  | 2015年6月24日  | 第43話 - 第51話(最終話) | COBC-6616 |

### 書籍
- 一迅社『TVアニメーション ドラゴンコレクション 公式ファンブック』 ISBN 4758014183
  - 30話までのストーリーの解説やキャラクターの設定資料、キービジュアルやDVDジャケットのイラスト、主要スタッフやキャストのインタビュー、監督の川口が担当した絵コンテの一部を収録。付録としてアーケード版のイベントでしか入手できなかった「プラチナドレイク」のさすらいカードを封入。

### 玩具
- タカラトミー『モンスターコレクション カードゲーム』
  - モンスター・キャラクターカードも収録されており、現状では第6弾まで発売されている。

### 雑誌展開
『オレカバトル』と同じくコロコロコミック、コロコロイチバン!、てれびくん、小学館の学習雑誌（いずれも小学館）で掲載。コロコロコミックとコロコロイチバン!はアーケードゲームのみの掲載、てれびくんと幼稚園ではアニメ版のみの掲載、小学一年生と小学二年生ではコミカライズ版での連載となっている。

#### コミカライズ版
ドラゴンコレクション おたすけパピーのどりぃむチャレンジ!
- あさだみほが作画を担当。パピーが主人公となり、他のモンスターたちも登場。モンスダスからある悩みを解決することを手に入れ、未知の遭遇を通じ合う物語となっている。

マンガ ドラゴンコレクション
- にしもとひろあきが作画を担当。内容はアニメ版とは同じものだが、主人公がアニメ版と同じく炎龍ヒロである。シン、レイ、ユナなどのキャラクターはアニメ版と共通である。